# On est là
On est là is een nummer van de Frans-Zwitserse band Arcadian uit 2020. Het is de tweede single van hun derde en laatste studioalbum Marche ou rêve.
"On est là" is een ballad die gaat over vriendschap. Het nummer behaalde in Arcadians thuisland Frankrijk geen notering in de hitlijsten, maar werd daar wel een radiohitje. In Wallonië bereikte het nummer wel de hitlijsten; het haalde de 8e positie in de Waalse Ultratop 50.